# ザ・マジックアワー
『ザ・マジックアワー』（The Magic Hour）は、2008年6月7日に公開された日本映画。三谷幸喜脚本・監督作品第4作。主演は佐藤浩市。
表題のマジックアワーとは、日没後の「太陽は沈み切っていながら、まだ辺りが残光に照らされているほんのわずかな、しかし最も美しい時間帯」を指す写真・映画用語。転じて本作では「誰にでもある『人生で最も輝く瞬間』」を意味する。なお、三谷自身、このマジックアワーの意味を、前作『THE 有頂天ホテル』の撮影時に知ったと本作のDVDに収録されたオーディオコメンタリーで述べている。
2022年に中国版のリメイク作品『トゥ・クール・トゥ・キル 〜殺せない殺し屋〜』（中国語版）が公開された。

## 制作
東宝スタジオの日本最大級スタジオ3つ（3スタジオ合計面積4426平方メートル）を使用し、巨大なセットで街並みを再現構築。エンディングでその建築工程が早回しで見られる。
三谷幸喜監督作としては初のドルビーデジタル・サラウンドEX作品である。
2008年2月に亡くなった市川崑監督最後の出演作で、この作品は「市川崑監督の思い出」に捧げられている（映画のラストに表記されている）。なお、彼が演じる映画監督が撮影しているのは『黒い十人の女』のパロディ「黒い101人の女」（後述）。
映画『THE 有頂天ホテル』にも出演した香取慎吾が、1シーンだけ同じ役（只野憲二役）でカメオ出演している。

### 劇中劇
劇中映画（劇中劇）が3本存在し、劇中映画「暗黒街の用心棒」の1シーンは本映画予告編でも流される。同作は監督の三谷幸喜によると、「カサブランカ」(1942)や「夜霧よ今夜も有難う」(日活1967)の要素が含まれている。
黒い101人の女
- 市川崑監督作品『黒い十人の女』の続編的パロディ短編映画。
- 出演：中井貴一、天海祐希他100人の女。
- 助監督：山本耕史。

暗黒街の用心棒
- 出演：谷原章介、鈴木京香、寺脇康文、堀部圭亮。

実録・無法地帯
- 出演：唐沢寿明。

## ストーリー
守加護（すかご）という港町でナイトクラブの支配人を務める備後(びんご)登は、地元のギャング「天塩(てしお)商会」のボスの愛人マリに手を出し、マリともども殺されかけた。伝説の殺し屋「デラ富樫」を連れてくることを条件に5日間の猶予を与えられたが、全く当てのない備後は、役者を雇ってごまかす計画を立てる。
日没直後のマジックアワーこそ撮影に最適で、幻想的な良い絵が撮れると薀蓄(うんちく)を語る村田大樹。だが彼は、ほとんど役の付かない無名の役者だった。そんな村田に監督と名乗って接近し、守加護に連れ帰る備後。屋外から望遠レンズで撮る映画撮影と信じた村田は、ボスの前で殺し屋「デラ富樫」を演じた。
実は「デラ富樫」は、対抗する江洞(えぼら)商会が雇った殺し屋で、天塩商会のボスは先月殺されかけていた。「デラ富樫」を探す目的は報復だったのだが、デラ(村田)の度胸を買ったボスは彼を雇うと言い出した。デラが偽物とバレれば命は無いと気が気でない備後。
天塩商会に国税局の査察が入ることになった。密輸などの裏帳簿の情報を隠すために、商会の会計係を殺せと本物の銃を持たされる村田。天塩商会によって病院に隠されている会計係を演技と思って狙撃しに行き、村田が撃とうとした瞬間、備後が止めに入り間一髪で会計係は救われた。 
ボスの動きを止めるために、会計係を警察署に送り届ける備後。だが、ボスと警察署長は裏で手を組んでおり、備後に続いて村田もギャングに捕われてしまった。海に沈めるために足をセメント漬けにされ、ようやく映画撮影ではないと気付く村田。マリによって救われた村田たちは、反撃の作戦を練った。
会計係は裏帳簿の内容を暗記しており、国税局に連絡をとった。縄張りを江洞商会に奪われ、失脚するボス。天塩商会の復讐を警戒した村田たちは、東南アジアのゲリラに銃撃された設定で派手に死んで見せ、こっそり消える筋書きを書いた。だが、偽物のゲリラの前に立ち塞かったのは、マリを庇ったボスだった。ボスの愛情を知り、二人でやり直すことにするマリ。最後に本物の「デラ富樫」が現れたが、「派手に死ぬために」仕掛けてあった火薬の爆発に驚き、村田たちを残して逃げ去った。

## キャスト
〈〉内は予告編などで使われるキャッチフレーズ。

### 港町・守加護へやってくる人々
- 村田大樹（むらた たいき）〈だまされる男〉 - 佐藤浩市

売れない三流役者。その「脂っこい演技」でなかなか大役を手にすることができず、スタントやエキストラの仕事ぐらいしかもらえないが、裏方スタッフとは仲良し。「暗黒街の用心棒」の大ファンで、芝居も主演・ニコの真似事である。映画監督に成りすました備後の口車に乗らされ、偽の映画でデラ富樫役として初主演を務めることとなり、映画のセットのような不思議な街、守加護にやってくる。得意の暑苦しい演技で守加護に乗り込み、演技とは知らない天塩幸之助に気に入られて天塩ファミリーの一員になるが、街で起こることはすべて映画の撮影だと思い込んでいる。特技はアクションスタント。1960年12月10日生まれ（演じる佐藤浩市と全く同じ）。
- 長谷川謙十郎（はせがわ けんじゅうろう）〈振り回される男〉 - 小日向文世

村田のマネージャー。よく憎まれ口を叩くが、一番の村田のファンでもある、よき理解者。備後の偽の撮影には不信感を抱く。
- 西さん（にし） - 梶原善

ベテラン特機部。
- 野島（のじま） - 阿南健治

操演担当、スモーク係。
- なべさん - 榎木兵衛

弾着の名人。
3人とも村田を慕う映画スタッフで、彼の一世一代の大芝居に協力する。
- 今野貴之介（こんの たかのすけ） - 近藤芳正

CMディレクター。備後達の偽の映画撮影に巻き込まれる。
- 高瀬允（たかせ まこと） - 柳澤愼一

CM撮影隊のエキストラ。かつて「暗黒街の用心棒」で、主役のニコを演じた映画スターだったが、それ以降はヒット作に恵まれず忘れられた存在になっている。しかし役者魂は今でも全く衰えることなく、次の「マジックアワー」を辛抱強く待ち続けている。村田の憧れの人物でもある。

### 天塩商会
- 備後登（びんご のぼる）〈だます男〉 - 妻夫木聡

クラブ「赤い靴」の2代目支配人で、天塩の部下。従業員から支配人まで上り詰めてきた。天塩の女・マリに手を出してしまい、幻の殺し屋・デラ富樫を連れてくることを条件に命拾いする。しかし、なかなか本人が見つからないうちに期日が迫り、苦肉の策で映画撮影と偽って村田にデラ富樫を演じさせることにする。マリとは昔から共に苦労して働いてきた仲で、2人で街から逃げようかどうか迷うことも。撮影所で働いていたこともある。
- 高千穂マリ（たかちほ マリ）〈惑わす女〉 - 深津絵里

天塩の愛人で、「赤い靴」の元踊り子。自分を側にいさせようと束縛する天塩に嫌気がさし、備後と共に街から逃げようとする。傍若無人で他の人々を振り回すが、親を早くに亡くした苦労人でもある。嫌々ながらも偽の撮影に協力する。時々、天塩のために「赤い靴」で歌っている。備後のことは「備後ちゃん」と呼び、やや子供扱いしている。
- 天塩幸之助（てしお こうのすけ）〈牛耳る男〉 - 西田敏行

守加護を牛耳るマフィア・天塩のボス。新興の江洞商会が雇ったデラ富樫に命を狙われたり、愛人のマリを取り戻そうとしてうまくいかなかったり、国税局に目をつけられたりと様々なトラブルを抱えている。
- 黒川裕美（くろかわ ひろみ）〈怖い男〉 - 寺島進

天塩商会の代貸担当で、天塩の腹心。他人を信用しないが、借りはきっちり返す実直な性格。
- 菅原虎真（すがわら とらざね） - 市村萬次郎

天塩商会の会計係。警察に情報を流している噂があり、天塩から命を狙われる。
- 太田垣直角（おおたがき ちょっかく） - 甲本雅裕

天塩の手下。黒川の弟分として、しばしば一緒に行動する。
- 知念万丈（ちねん ばんじょう） - 澤魁士

天塩の手下。非常に大柄。

### 守加護の住人
- 鹿間夏子（しかま なつこ）〈尽くす女〉 - 綾瀬はるか

クラブ「赤い靴」の従業員。上司の備後に好意を持つ。最初は偽の撮影に反対するが、備後のために奔走する。
- 鹿間隆（しかま たかし）〈動じない男〉 - 伊吹吾郎

「赤い靴」バーテンダーで、夏子の父。寡黙だが、いざという時にとても頼れる存在。「赤い靴」の初代主人だったが、店が潰れそうになった時、備後に助けられたことがある。娘と共に備後を助けるが、偽の撮影には初めから乗り気で、カメラマンを務める。
- マダム蘭子（マダム らんこ）〈厚化粧の女〉 - 戸田恵子

「港ホテル」の女主人。一日に何度も衣装替えをする。衣装はどれも派手。
- 清水医師（しみず - ）- 浅野和之

「港ホテル」の滞在客。温厚な老紳士で、マダムの頼みで村田や備後の「撮影」中の怪我を治療し、先生と慕われる。その正体は本物のデラ富樫（EDクレジットではデラ富樫と表記）。愛用の銃器はAR-7。
- 江洞潤（えぼら じゅん）〈のし上がる男〉 - 香川照之

江洞商会会長。天塩商会から暖簾分けして江洞商会を興し、数年のうちに天塩商会を脅かす存在にまでした。デラ富樫の雇い主。
- 守加護市長 - 梅野泰靖

市長でありながら、天塩商会・江洞商会と裏で結びつきがある。
- 馬場警察署長（ばば - ） - 小野武彦

市長と同じく天塩商会らとは癒着関係にある。天塩の中学時代の同級生でもある。
- 只野憲二（ただの けんじ） - 香取慎吾

前作『THE 有頂天ホテル』の登場人物。今回はストリートミュージシャンとして姿を見せる。

### 映画の世界
- 映画監督 - 市川崑

映画「黒い101人の女」を撮影している。
- セカンド助監督〈愚痴る男〉 - 山本耕史

同映画のスタッフ。磐田の愚痴ばかり言っている。
- 磐田とおる（いわた - ）〈スターな男〉 - 中井貴一

同映画の主演俳優。女性ファンが多い。
- 喪服の女 - 天海祐希

同映画の登場人物。磐田演じる主人公（実際に演じるのは、スタント役の村田）を射殺する役柄。
- カメ - 市川亀治郎（四代目 市川猿之助）

歌舞伎俳優。本名は不明。村田とは古い知り合い。
- ゆべし - 唐沢寿明

映画「実録・無法地帯」の主演俳優で、芸能界の大物。本名は不明。脇役の演技にうるさい。
- 猪瀬（いのせ） - 光生

同映画のスタッフ。村田の面倒を見る。
- 役名不明 - 迫田孝也

同映画のAD。村田をぞんざいに扱う。
- ニコ〈モノクロの殺し屋〉 - 谷原章介

往年のモノクロ映画「暗黒街の用心棒」の主人公。若き日の高瀬が演じていた。
- 小夜子（さよこ）〈モノクロの女〉 - 鈴木京香

往年のモノクロ映画「暗黒街の用心棒」のヒロイン。
- ワンチャイ・バンダラビカル - 寺脇康文

- バンビ - 堀部圭亮

### その他
- 猪野学、森永健司、奥田達士、櫻庭博道、坂田雅彦、小倉敏博、吉本菜穂子、天田益男 ほか

## スタッフ
- 脚本と監督：三谷幸喜
- 製作：亀山千広、島谷能成
- 企画：清水賢治、市川南
- エグゼクティブプロデューサー：石原隆
- プロデューサー：重岡由美子、前田久閑、和田倉和利
- ラインプロデューサー：森賢正
- 音楽：荻野清子（オリジナルサウンドトラック盤「ザ・マジックアワー」ユニバーサルミュージック）
- 美術：種田陽平
- 撮影：山本英夫（J.S.C）
- 照明：小野晃
- 録音：瀬川徹夫
- 編集：上野聡一
- VFXプロデューサー：大屋哲男
- VFXスーパーバイザー：渡部彩子
- スクリプター：甲斐哲子
- 衣装デザイン：宇都宮いく子
- ヘアメイク：宮内三千代
- 特殊メイク：江川悦子
- 装飾：田中宏
- 俳優担当：鈴木康敬
- 助監督：片島章三
- 製作担当：深津智男
- 挿入曲・エンディングテーマ：「I'm Forever Blowing Bubbles」
  - 作詞・作曲：John William Kellette & Jean Kenbrobin、日本語訳詞：三谷幸喜、編曲：荻野清子、歌：高千穂マリ（深津絵里）
  - 挿入曲：「天国生まれ」
  - 作詞・作曲・編曲：甲本ヒロト、歌：只野憲二（香取慎吾）
- 音楽製作：鈴木雄一（フジパシフィック音楽出版）、森淳一・三石文仁（ユニバーサルミュージック）、杉山さつき（ウィッチクラフト）
- 音楽コーディネーター：杉山葉次
- 音響効果：倉橋静男
- ギター指導：内藤謙一
- 歌唱指導：広谷順子
- 振付：香瑠鼓
- アクションコーディネーター：山田一善
- ガンエフェクト：ビッグショット、納富貴久男
- 夕景作画：島倉二千六
- 画コンテ：橋爪謙治
- タイトル：竹内秀樹、南成木
- VFX：マリンポスト、Q-tec、早稲田大学 美術・科学センター、IMAGICA
- 撮影協力：静岡県駿東郡、福岡県北九州市門司区、ハウステンボス（長崎県佐世保市）、東京都目黒区、山梨大学医学部附属病院（山梨県中央市）、大倉山記念館（神奈川県横浜市）、下館オスカー（茨城県筑西市）、石川県輪島市、神奈川県平塚市
- 予告編ナレーション：山寺宏一
- メイキング「ザ・マジックアワーショー」ナレーション：市川展丈
- 特別協賛：キリンビール株式会社
- 制作プロダクション：シネバザール
- 製作：フジテレビジョン、東宝
- 配給：東宝

## ソフト化
2008年12月3日発売。発売元はフジテレビジョン / 東宝、販売元はポニーキャニオン。
- ザ・マジックアワー DVDスタンダード・エディション（1枚組）
  - 音声特典
    - オーディオコメンタリー1（佐藤浩市×監督：三谷幸喜）
    - オーディオコメンタリー2（監督：三谷幸喜）
- ザ・マジックアワー DVDスペシャル・エディション（2枚組）
  - ディスク1：本編DVD（スタンダード・エディションと同様）
  - ディスク2：特典DVD
    - ザ・マジックアワーショー（メイキング番組）
    - 未公開シーン集（三谷幸喜によるコメンタリー収録）
    - キャストインタビュー集
    - 舞台挨拶（完成披露試写、イベント試写、初日舞台挨拶、大ヒット御礼舞台挨拶）
    - メイキングオブ「暗黒街の用心棒」
    - 三谷幸喜1分マジック
    - セットが組み上がるまで
    - 種田陽平 美術の世界
    - 絵コンテ集（マルチアングル仕様）
    - ガンエフェクト
    - 体操の時間
    - 特報・劇場予告編・TVスポット集
    - キャスト・スタッフプロフィール
    - フォトギャラリー
    - ロケ地MAP
    - ザ・メイキングアワー
    - スタッフクレジット

  - 特製アウターケース&デジパック仕様
- ザ・マジックアワー ブルーレイ（本編BD+特典DVDの2枚組）
  - ディスク1：本編BD（音声特典はDVD版と共通）
  - ディスク2：特典DVD（スペシャル・エディションと共通）

## 中国版
『トゥ・クール・トゥ・キル 〜殺せない殺し屋〜』（原題：这个杀手不太冷静）は、2022年に公開された中国のコメディ映画。最終興収は約533億8000万円を記録し、『YOLO 百元の恋』に抜かれるまで日本映画をリメイクした中国映画の最高興収記録だった。日本では『トゥ・クール・トゥ・キル』の邦題で、東京国際映画祭の提携企画「2022東京・中国映画週間」にて上映され、2023年に『トゥ・クール・トゥ・キル 〜殺せない殺し屋〜』の邦題で劇場公開。

### キャスト（中国版）
- ウェイ・チョンゴン - ウェイ・シャン

万年エキストラ。ミランに伝説の殺し屋・カール役として抜擢される。
- ミラン - マー・リー

スター女優。ウェイをカールとして偽り、マフィアを騙そうと画策する。
- ハーベイ - チェン・ミンハオ

マフィアグループのボス。ミランを手に入れようとしている。
- ジミー - ジョウ・ダーヨン

マフィアグループのメンバー。
- ミラー - ホァン・ツァイルン

ミランの弟で映画監督。
- カール - アレン・アイ

誰も素顔を知らない伝説の殺し屋。

### スタッフ（中国版）
- 監督：シン・ウェンション
- 脚本：シン・ウェンション